# Brachycyrtus taitensis
Brachycyrtus taitensis là một loài tò vò trong họ Ichneumonidae.